# João Paulo Sales de Souza
João Paulo Sales de Souza (sinh ngày 18 tháng 3 năm 1988 ở Fernandópolis), còn được biết với tên João Paulo, là một cầu thủ bóng đá người Brasil thi đấu cho PTT Rayong ở vị trí tiền đạo.

## Thống kê sự nghiệp
Tính đến 16 tháng 1 năm 2017
| Câu lạc bộ           | Mùa giải            | Giải vô địch        | Giải vô địch | Giải vô địch | State League | State League | Cúp     | Cúp       | Conmebol | Conmebol  | Khác    | Khác      | Tổng    | Tổng      |
| Câu lạc bộ           | Mùa giải            | Hạng đấu            | Số trận      | Bàn thắng    | Số trận      | Bàn thắng    | Số trận | Bàn thắng | Số trận  | Bàn thắng | Số trận | Bàn thắng | Số trận | Bàn thắng |
| -------------------- | ------------------- | ------------------- | ------------ | ------------ | ------------ | ------------ | ------- | --------- | -------- | --------- | ------- | --------- | ------- | --------- |
| Fernandópolis        | 2008                | Paulista B          | —            | —            | 21           | 12           | —       | —         | —        | —         | —       | —         | 21      | 12        |
| América–SP           | 2009                | Paulista A2         | —            | —            | —            | —            | —       | —         | —        | —         | 4       | 0         | 4       | 0         |
| América–SP           | 2010                | Paulista A2         | —            | —            | 2            | 0            | —       | —         | —        | —         | —       | —         | 2       | 0         |
| América–SP           | Subtotal            | Subtotal            | —            | —            | 2            | 0            | —       | —         | —        | —         | 4       | 0         | 6       | 0         |
| Marília              | 2010                | Série C             | 2            | 0            | 0            | 0            | —       | —         | —        | —         | 2       | 2         | 4       | 2         |
| Marília              | 2011                | Série C             | —            | —            | 15           | 4            | —       | —         | —        | —         | —       | —         | 15      | 4         |
| Marília              | Subtotal            | Subtotal            | 2            | 0            | 15           | 4            | —       | —         | —        | —         | 2       | 2         | 19      | 6         |
| Fernandópolis        | 2011                | Paulista B          | —            | —            | 17           | 12           | —       | —         | —        | —         | —       | —         | 17      | 12        |
| Cianorte             | 2012                | Série D             | 5            | 1            | 11           | 1            | —       | —         | —        | —         | —       | —         | 16      | 2         |
| Operário Ferroviário | 2013                | Paranaense          | —            | —            | 14           | 2            | —       | —         | —        | —         | —       | —         | 14      | 2         |
| Marcílio Dias        | 2013                | Série D             | 1            | 0            | —            | —            | —       | —         | —        | —         | —       | —         | 1       | 0         |
| Fernandópolis        | 2013                | Paulista B          | —            | —            | 9            | 3            | —       | —         | —        | —         | —       | —         | 9       | 3         |
| Mixto                | 2014                | Matogrossense       | —            | —            | 10           | 3            | 2       | 0         | —        | —         | 2       | 2         | 14      | 5         |
| Olímpia              | 2014                | Paulista B          | —            | —            | 13           | 7            | —       | —         | —        | —         | —       | —         | 13      | 7         |
| Democrata GV         | 2015                | Mineiro             | —            | —            | 11           | 6            | —       | —         | —        | —         | —       | —         | 11      | 6         |
| Boa Esporte          | 2015                | Série B             | 5            | 1            | —            | —            | —       | —         | —        | —         | —       | —         | 5       | 1         |
| Tombense             | 2015                | Série C             | 6            | 1            | —            | —            | —       | —         | —        | —         | —       | —         | 6       | 1         |
| Ríver–PI             | 2016                | Série C             | —            | —            | 2            | 0            | —       | —         | —        | —         | 2       | 0         | 4       | 0         |
| Rio Claro            | 2016                | Paulista            | —            | —            | 7            | 0            | —       | —         | —        | —         | —       | —         | 7       | 0         |
| São Bento            | 2016                | Série D             | 2            | 0            | —            | —            | —       | —         | —        | —         | —       | —         | 2       | 0         |
| Blooming             | 2016–17             | Boliviano           | 19           | 9            | —            | —            | —       | —         | 4        | 2         | —       | —         | 23      | 11        |
| Tổng cộng sự nghiệp  | Tổng cộng sự nghiệp | Tổng cộng sự nghiệp | 40           | 12           | 132          | 50           | 2       | 0         | 4        | 2         | 10      | 4         | 188     | 68        |

1. 1 2  All appearance(s) ở Copa Paulista
2. ↑  All appearance(s) ở Copa Verde
3. ↑  All appearance(s) ở Copa do Nordeste